# Scherma ai Giochi europei
La scherma è stata inserito nel programma dei Giochi europei nell'edizione inaugurale che si è svolta nel 2015.

## Edizioni
| Giochi | Anno | Sede     | Gare    |
| ------ | ---- | -------- | ------- |
| I      | 2015 | Baku     | 12      |
| II     | 2019 | Assente  | Assente |
| III    | 2023 | Cracovia | 12      |

## Medagliere complessivo
Aggiornato alla terza edizione
| Pos.   | Paese       | Oro | Argento | Bronzo | Totale |
| ------ | ----------- | --- | ------- | ------ | ------ |
| 1      | Italia      | 5   | 4       | 10     | 19     |
| 2      | Francia     | 5   | 3       | 3      | 11     |
| 3      | Ucraina     | 4   | 0       | 1      | 5      |
| 4      | Polonia     | 3   | 2       | 0      | 5      |
| 5      | Romania     | 2   | 3       | 2      | 7      |
| 6      | Georgia     | 2   | 0       | 0      | 2      |
| 7      | Russia      | 1   | 5       | 3      | 9      |
| 8      | Ungheria    | 1   | 2       | 3      | 6      |
| 9      | Paesi Bassi | 1   | 0       | 0      | 1      |
| 10     | Estonia     | 0   | 1       | 1      | 2      |
| 10     | Azerbaigian | 0   | 1       | 1      | 2      |
| 12     | Danimarca   | 0   | 1       | 0      | 1      |
| 12     | Portogallo  | 0   | 1       | 0      | 1      |
| 12     | Svizzera    | 0   | 1       | 0      | 1      |
| 15     | Germania    | 0   | 0       | 6      | 6      |
| 16     | Norvegia    | 0   | 0       | 1      | 1      |
| 16     | Belgio      | 0   | 0       | 1      | 1      |
| 16     | Regno Unito | 0   | 0       | 1      | 1      |
| 16     | Grecia      | 0   | 0       | 1      | 1      |
| 16     | Israele     | 0   | 0       | 1      | 1      |
| 16     | Spagna      | 0   | 0       | 1      | 1      |
| Totale | Totale      | 24  | 24      | 36     | 84     |